# EN379-2

## Palmela – Moita

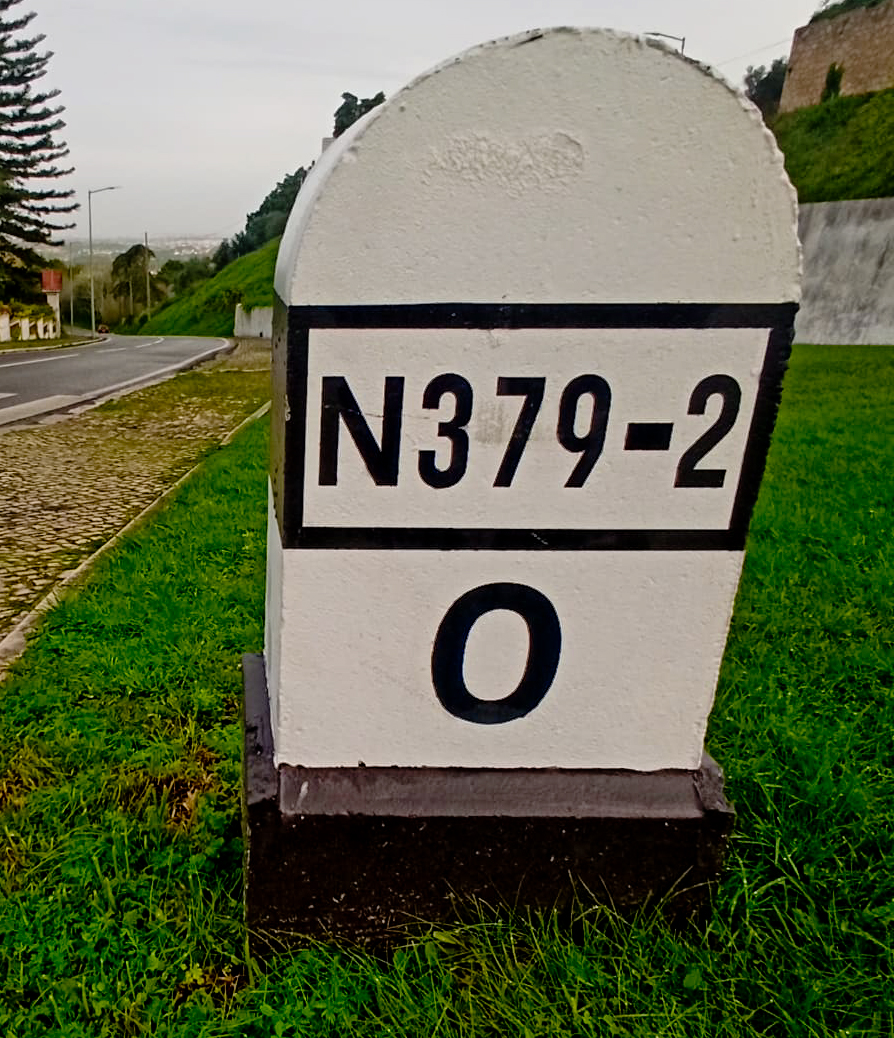
Marco miriamétrico, assinalando o trajeto inicial de 1945 da Estrada Nacional n.º 379-2

A EN 379-2  é uma Estrada Nacional que integra a rede nacional de estradas do Plano Rodoviário Nacional. 
Liga a localidade de Palmela a vila da Moita.
A EN 379-2 foi criada pelo Plano Rodoviário Nacional de 1945 (PRN 45 - Plano Rodoviário Nacional 1945), classificada em projeto como Ramal da estrada nacional N 379. No Plano Rodoviário Nacional de 1985 (PRN 85 - Plano Rodoviário Nacional 1985), a estrada é desclassificada para estrada regional, sendo posteriormente reclassificada novamente em estrada nacional no Plano Rodoviário Nacional de 2000 (PRN 200 - Plano Rodoviário Nacional 2000). Com uma extensão de 12 Km e um desnível positivo de 65 m

## Caracterização

### Palmela – Moita
Este lanço de 12 km percorre a Península de Setúbal fazendo a ligação entre Parque Natural da Arrábida em palmela e Rio Tejo na zona ribeirinha da Moita.

## Percurso

### Palmela – Moita(inclui troços desclassificados)
| Nome da saída/Localidade intermédia | Município | Estrada que liga | Designação oficial |
| ----------------------------------- | --------- | ---------------- | ------------------ |
| Palmela                             | Palmela   | N 379            | N 379-2            |
| Vale de Touros (Palmela)            | Palmela   |                  | N 379-2            |
| Olhos D'água (Palmela)              | Palmela   |                  | N 379-2            |
| Brejoeira (Moita)                   | Moita     |                  | N 379-2            |
| Carvalhinho (Moita)                 | Moita     | A33              | N 379-2            |
| Moita                               | Moita     | N 11             | N 379-2            |

## Galeria

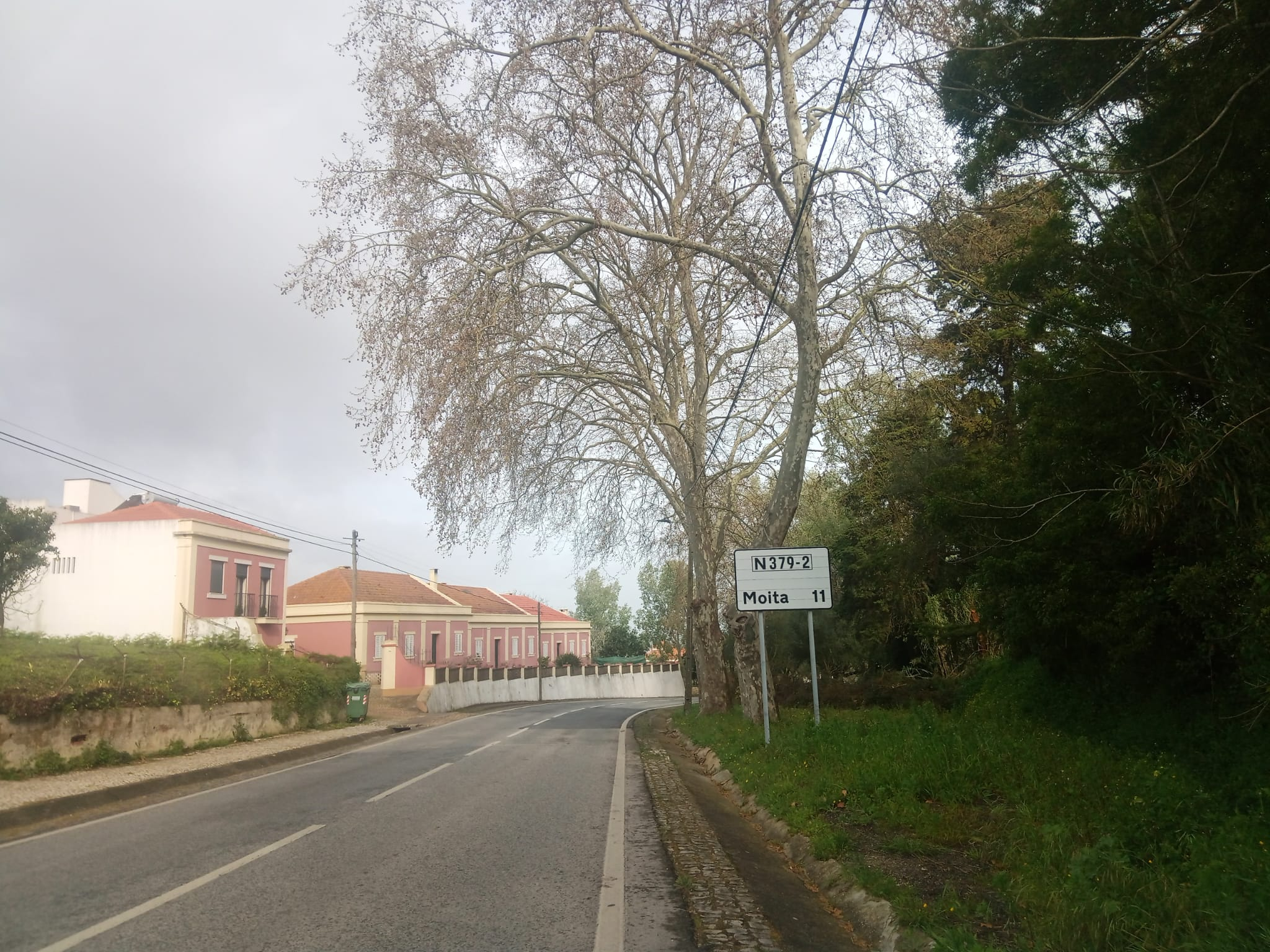
EN379-2
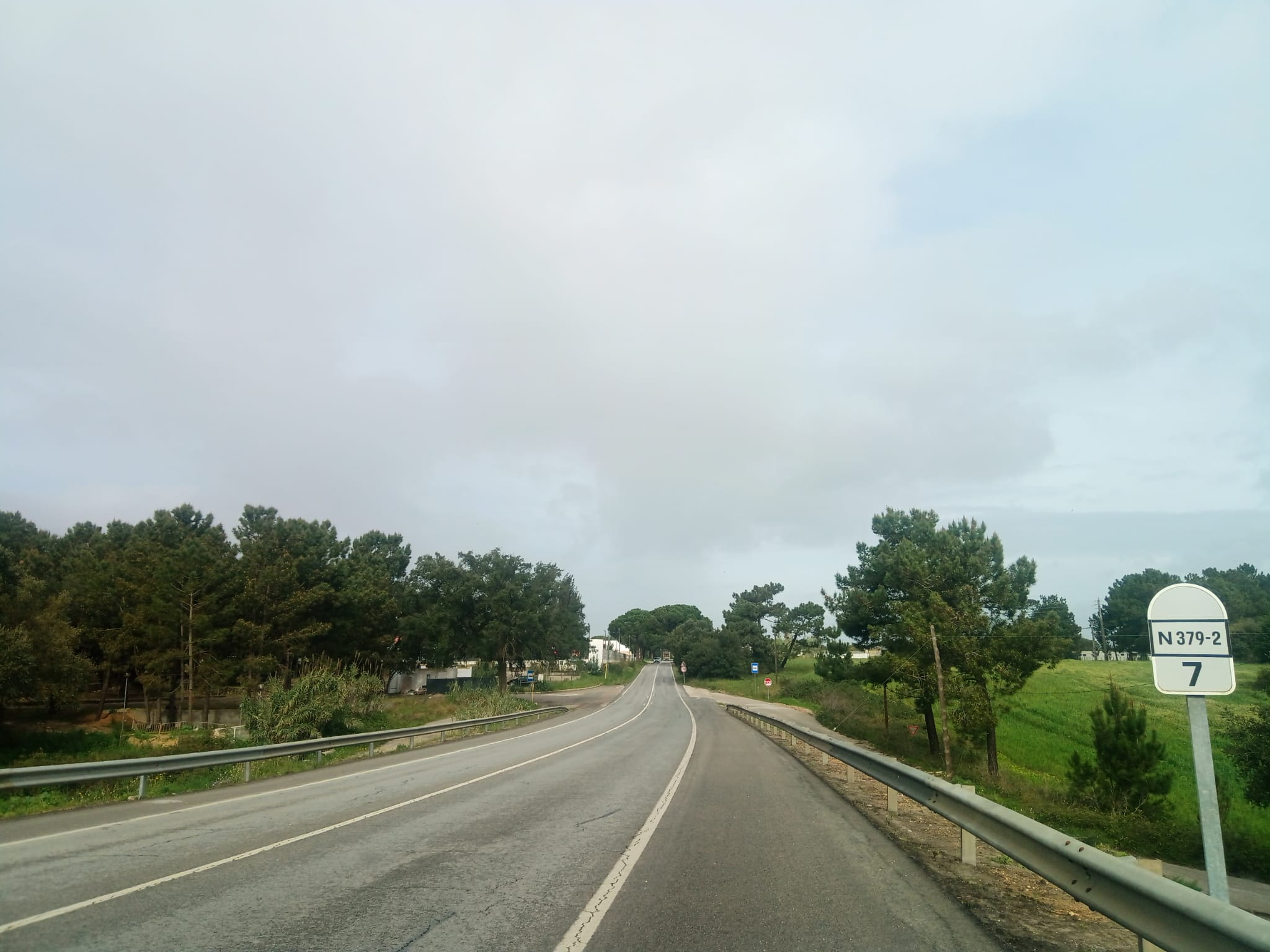
EN379-2 - Km 7